# Ruine Hohenberg
Die Ruine Hohenberg ist die Ruine einer Höhenburg in der Marktgemeinde Hohenberg im südlichen Niederösterreich.

## Geschichte
Burg Hohenberg wurde im 13. Jahrhundert durch Dietrich von Hohenberg, Sohn des Ministerialen Leutold von Hohenstaff (bzw. später  Leutold von Altenburg) errichtet.
Mit dem Bau der Burg wurde Dietrich neben seinem Bruder Heinrich zum Begründer des Geschlechts der Hohenberger, diese wiederum Teil der Dynastie Hohenstaff-Altenburg-Hohenberg waren.

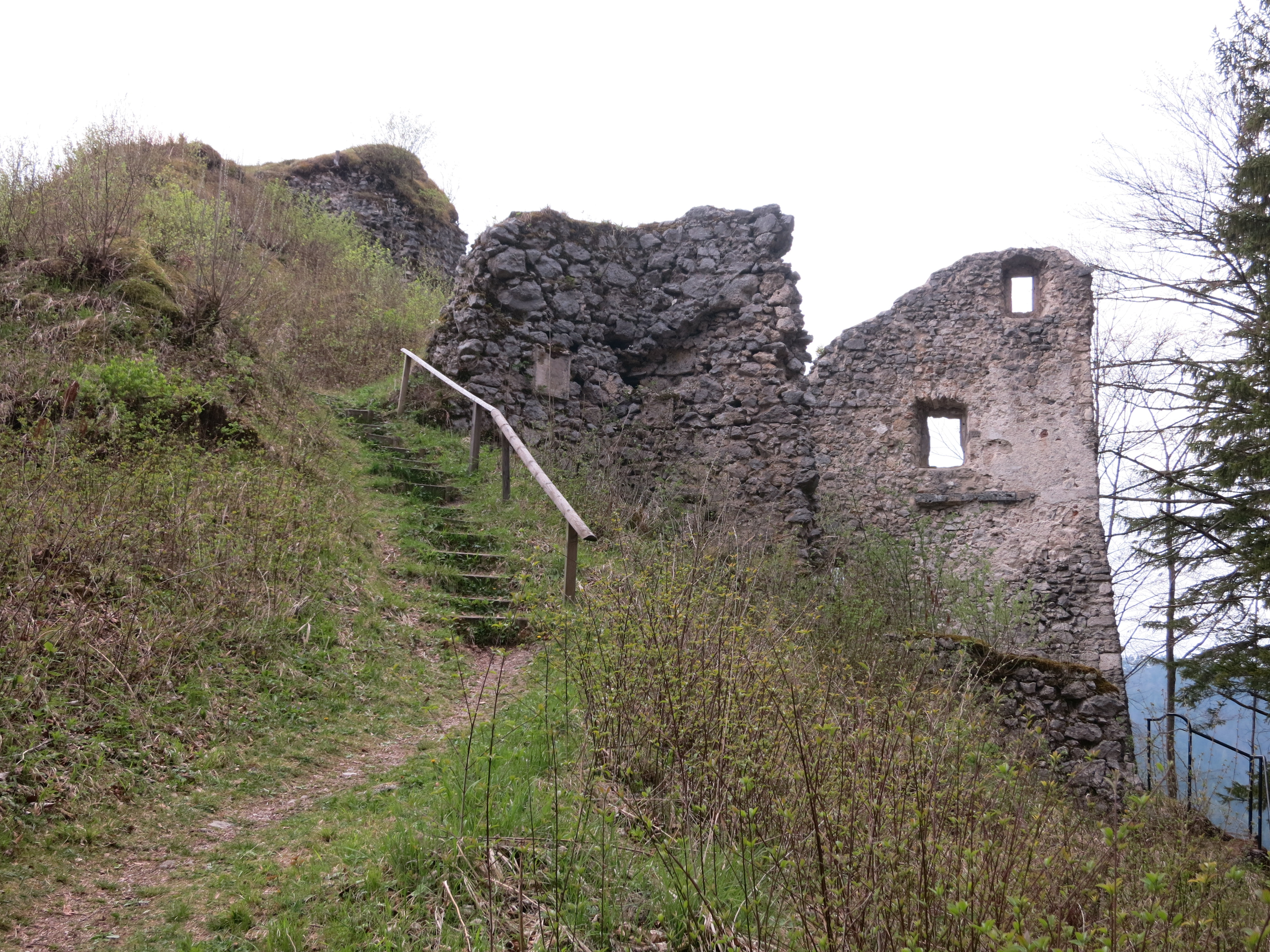
Aufnahme vom inneren Burghof (2014)

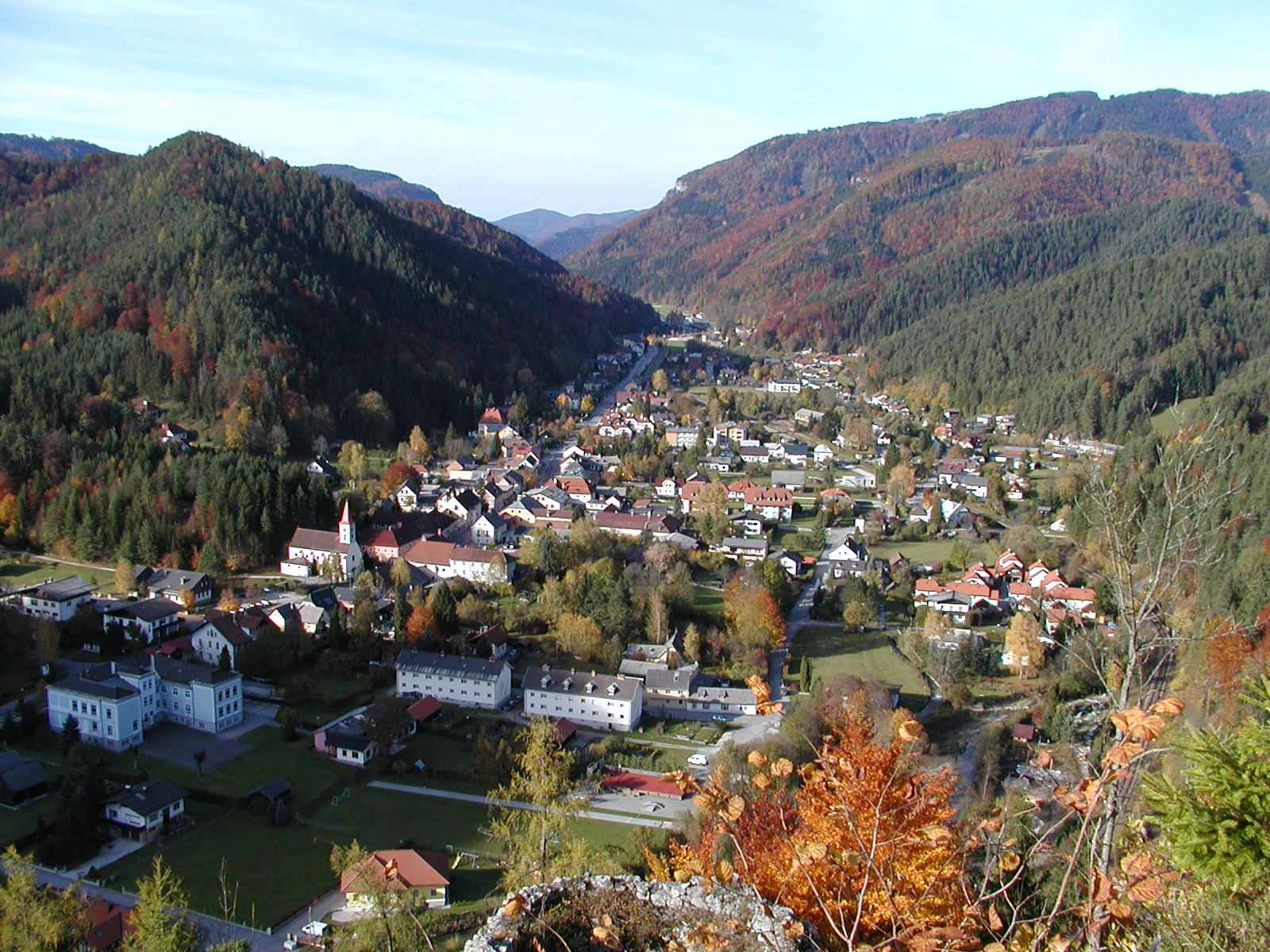
Blick von der Ruine (2004)

1407, als in Österreich ein Bürgerkrieg zwischen den Herzögen Leopold dem Dicken und Ernst dem Eisernen um die Vormundschaft des damals minderjährigen Herzogs Albrecht V. ausgebrochen war, schlug sich der damalige Burgherr, Hans I. von Hohenberg auf die Seite des Letzteren.
Hans I. zwang auch Stift Lilienfeld Partei für seinen Herzog zu ergreifen.
Als deshalb Leopold seinerseits eine Strafexpedition unter der Leitung des mährischen Ritters Sokol nach Hohenberg schickte, floh Hans I. und versteckte sich im Stift. Sokol beschränkte sich zwar nur auf die Konfiszierung der Pferde der Hohenberger, jedoch ging diese Geschichte ungünstig für Stift Lilienfeld aus. Dessen Unterstützung gegen Sokol war Hans I. zu wenig gewesen, weshalb er das Stift kurze Zeit später aus Rache plünderte.
1482 stellte Hans III. von Hohenberg seine Burgen Merkenstein, Hohenberg und Kreisbach dem Ungarnkönig Matthias Corvinus zur Verfügung in dessen Krieg gegen Kaiser Friedrich III. Dieser schickte als Reaktion ein kaiserliches Heer ins Traisental, jedoch verlief die Belagerung Burg Hohenbergs ergebnislos.
Mit dem Tod des letzten Hohenbergers Erasmus von Hohenberg 1529, wechselte die Burg in den Besitz von Wilhelm von Roggendorf, der mit Erasmus’ Tochter, Anna von Hohenberg, verheiratet war.
Von diesem Zeitpunkt an wechselte die Burg in kurzen Abständen den Besitzer. 1535 gelangte sie an Sebald Pögl dem Jüngeren, Freiherrn von Reiffenstein und Arenberg.
1589 erwarb Freiherr Bernhard V. von Jörger die Herrschaft. Die Jörger ließen Hohenberg großzügig ausbauen. Sie waren ein protestantisches Adelsgeschlecht aus Oberösterreich, das im 16. Jahrhundert viele Besitzungen in der Gegend (z. B. seit 1570 Schloss Bergau in Rohrbach an der Gölsen) besessen hatten. Die Macht der Jörger war im oberen Traisental derart angewachsen, dass sie sogar Stift Lilienfeld gefährlich wurden, dem traditionell größten und mächtigsten lokalen Landbesitzer der damaligen Zeit. Im Zuge der Gegenreformation wurden 1619 die Güter der Jörger per kaiserlichem Erlass konfisziert, so auch Hohenberg. Kaiser Ferdinand II. schickte ein Heer unter Hans Balthasar von Hoyos gegen Hohenberg. Die Burg wurde erfolgreich durch die kaiserlichen Truppen erobert, jedoch war sie durch die Brandgeschosse auch sehr stark in Mitleidenschaft gezogen worden.
Nach der Niederlage der Jörger erhielt Hans Balthasar von Hoyos Burg Hohenberg als Lehen, 1627 ging sie in seinen persönlichen Besitz über.
Da die Familie derer von Hoyos jedoch nicht im Traisental ansässig war, verfiel die Burg mehr und mehr. Etwa 40 Jahre später ist Hohenberg auf dem Vischer-Stich (1672) bereits als Halbruine dargestellt. Die Nebengebäude, die Rundtürme und die Wehrmauer waren zu dieser Zeit noch intakt.
Der am rechten Flussufer der Traisen stehende viereckige Pfeil- oder Hungerturm wurde 1892 zugunsten des Eisenbahnbaus abgetragen. Er war Teil einer Talsperre zwischen dem Schlossberg und dem Rierkogel. 1933 kaufte die Familie Wittgenstein den Waldbesitz samt der Ruine. Beides gehört heute zur Forstverwaltung Wittgenstein. Im Zeitraum von 1956 bis 1964 wurde die Ruine saniert. Da sich niemand mehr für die Burg zuständig fühlte, verfiel sie zusehends. Ende der 1980er Jahre wurde unter dem Fremdenverkehrsvereinsobmann Paul Kropik der Burgberg von Gehölz befreit und im Bereich des äußeren Burgtores eine Dokumentationsstätte mit den „Spielbichler – Bildern“ errichtet, welche die Burg in früherer Zeit zeigt. Mit Burgfesten und Veranstaltungen versuchte man das Interesse der Bevölkerung an der Burg zu erhalten, der rasche Verfall konnte aber nicht mehr gestoppt werden. 2005 nahmen sich Freiwillige und ein Pfadfinderverrein der Ruine an, mit dem Ziel, Hohenberg wieder für den Tourismus zu öffnen. Es wurden Geländer montiert, die Wanderwege saniert und wuchernde Grünpflanzen entfernt. Zwei Jahre später waren die Arbeiten abgeschlossen. Seitdem wird die Ruine wieder regelmäßig von Anrainern und Wanderern besucht.

## Architektur
Die Burg war einst von einer doppelten Mauer sowie einem Graben umgeben und besaß einen Torturm, einen Zwinger, eine Vorburg und einen dreieckigen Hofraum. Von diesem sind nur noch die äußere Wehrmauer und ein Rest des Kaminschlotes erhalten.

## Fotos

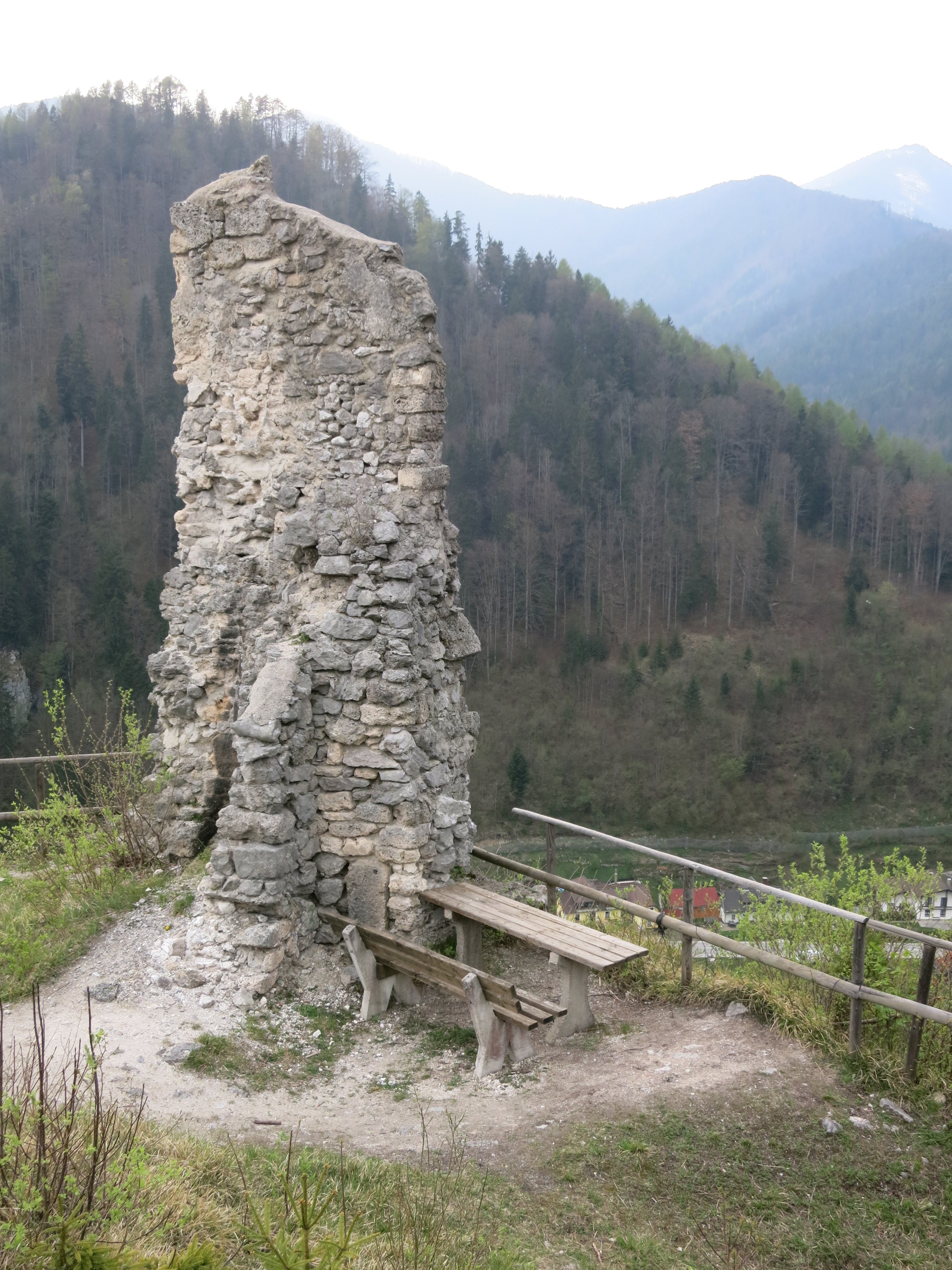
Reste eines Turms (2014)
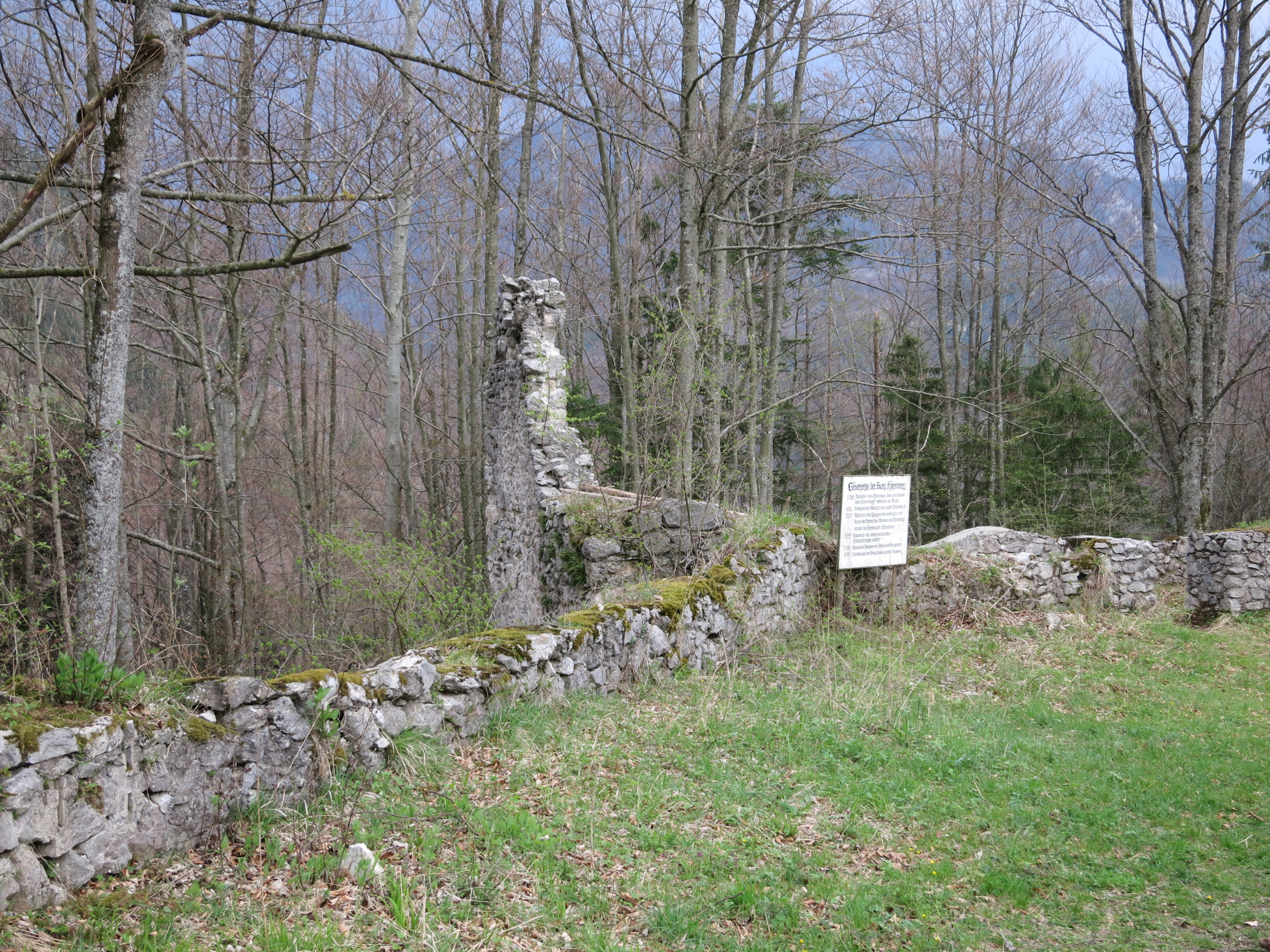
Aufnahme vom inneren Burghof (2014)
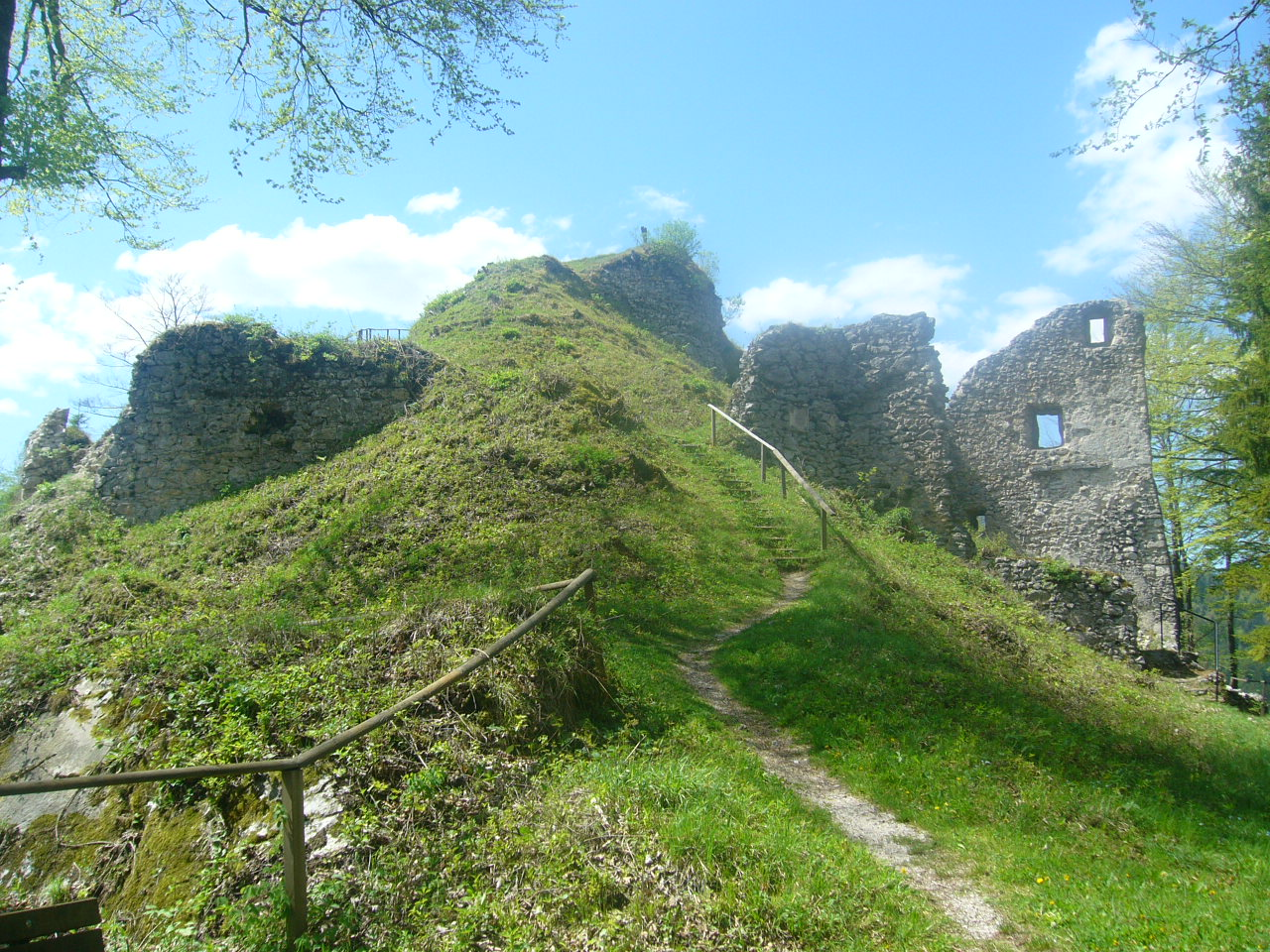
Aufnahme vom inneren Burghof (2012)